# 5201 Ferraz-Mello
5201 Ferraz-Mello eller 1983 XF är en asteroid i huvudbältet som upptäcktes den 1 december 1983 av den amerikanske astronomen Edward L.G. Bowell vid Anderson Mesa Station. Den är uppkallad efter den brasilianska astronomen Sylvio Ferraz-Mello.
Den tillhör asteroidgruppen Griqua.